# Cyclophyllum valetonianum
Cyclophyllum valetonianum là một loài thực vật có hoa trong họ Thiến thảo. Loài này được (S.Moore) A.P.Davis & Ruhsam mô tả khoa học đầu tiên năm 2005.